# Octave Togna
Octave Togna est un homme politique indépendantiste et un dirigeant d'organismes culturels ou médiatiques kanak, né à la tribu de La Conception dans la commune du Mont-Dore en Nouvelle-Calédonie le 2 février 1947. Directeur successivement de Radio Djiido de sa création en 1985 à 1998 puis de l'Agence de développement de la culture kanak (ADCK) de 1989 à 2006, il est l'un des principaux artisans de l'institutionnalisation de la culture mélanésienne en Nouvelle-Calédonie. 

## Origines familiales
Fils d'Agathe Togna, il est le neveu de Scholastique Togna, épouse de Rock Pidjot qui fut le chef de La Conception, le président fondateur de 1956 à 1985 de l'Union calédonienne (UC) et député de 1964 à 1986. Octave Togna est ainsi le cousin de plusieurs autres personnalités politiques indépendantistes de Nouvelle-Calédonie : Rock Wamytan (petit-fils par sa mère de Rock et Scholastique Pidjot, il est le grand-chef de Saint-Louis, président de l'UC de 1999 à 2001 et surtout du FLNKS de 1995 à 2001, ainsi que le président du Congrès de la Nouvelle-Calédonie de 2011 à 2012) ou encore Raphaël Pidjot (P-DG de la Société minière du Sud Pacifique, dite SMSP, de 1990 à son décès accidentel en 2000) et Charles Pidjot (président de l'UC de 2007 à son décès en 2012), ces deux derniers étant les fils de Philémon Pidjot et Marguerite Pidjot née Grandel.

## Du syndicalisme à l'indépendantisme
Retiré du cursus scolaire assez jeune, Octave Togna est dans un premier temps ouvrier puis agent technique à la Société Le Nickel (SLN), entre 1964 et 1981. Il devient alors un syndicaliste actif au sein de l'Union des syndicats des ouvriers et employés de Nouvelle-Calédonie (USOENC), créée en 1968. En 1982, il est assesseur au tribunal pour enfants de Nouméa (fonction qu'il conserve jusqu'à sa retraite, prise en 2010), mais surtout il se rapproche du monde politique en devenant attaché au cabinet de Jean-Marie Tjibaou, chef du camp indépendantiste, pendant son passage à la vice-présidence (et donc à la direction effective) du Conseil de gouvernement (l'exécutif local) de 1982 à 1984. 
Après la création en 1984 du Front de libération nationale kanak et socialiste (FLNKS) par Jean-Marie Tjibaou et le choix de ce dernier de s'engager dans une stratégie de boycott des élections et des institutions et de l'obtention de l'indépendance par la lutte, Octave Togna est chargé avec Jean-Pierre Déteix (qui va organiser plus tard une Agence kanak de presse, dite AKP) de créer, le 24 septembre 1985, une station de radio indépendantiste répondant à Radio Rythme Bleu (RRB, anti-indépendantiste) et à RFO (chaîne publique locale appartenant à l'État). Ainsi, Radio Djiido devient bientôt la principale voix d'expression du FLNKS pendant la période dite des « Évènements » (qui voit s'affronter violemment partisans et opposants de l'indépendance entre 1984 et 1988), et au-delà jusqu'à nos jours. Octave Togna en est le premier directeur bénévole de 1985 à 1998. 

## Promoteur de la culture kanak

### Directeur de l'ADCK
Les accords de Matignon signés en 1988 entre les délégations menées par Jean-Marie Tjibaou pour le FLNKS et le député Jacques Lafleur pour le Rassemblement pour la Calédonie dans la République (RPCR) anti-indépendantiste, sous la médiation du Premier ministre Michel Rocard, ramènent la paix civile et établissent un statut transitoire de dix ans pour préparer un référendum d'autodétermination prévue en 1998 (repoussée par l'accord de Nouméa en plusieurs consultations prévues entre 2014 et 2018). Ils prévoient notamment la création d'une Agence de développement de la culture kanak (ADCK), établissement public d'État officiellement créée en 1989 : sur proposition du FLNKS, Marie-Claude Tjibaou, veuve de Jean-Marie (assassiné cette année-là par un militant indépendantiste radical), prend la présidence de son conseil d'administration, tandis qu'Octave Togna en devient le premier directeur général (et ce jusqu'en 2006) et Jean-Pierre Déteix son secrétaire général. Ensemble, ils sont les principaux promoteurs de la culture mélanésienne, de sa défense et de son lien entre tradition et modernité. Ils ont directement participé à la création du Centre culturel Tjibaou, géré par l'ADCK, réalisé par l'architecte Renzo Piano et inauguré en 1998 par le Premier ministre Lionel Jospin après la signature de l'accord de Nouméa. 
Il est dans le même temps membre de 1992 du Conseil des Arts du Pacifique, en tant que chef de la délégation calédonienne aux Festivals des arts du Pacifique et le directeur de la VIIIe édition de ce dernier organisée en Nouvelle-Calédonie en 2000. En 2006, il cède son poste de directeur général de l'ADCK à Emmanuel Kasarhérou.

### Membre actif de la société civile
Le 5 avril 2005, il fait partie des neuf personnalités qualifiées représentatives de la vie économique, sociale ou culturelle désignées par le deuxième gouvernement de Marie-Noëlle Thémereau pour siéger au Conseil économique et social (CES) de Nouvelle-Calédonie. Il est vice-président de cette institution pendant la totalité de son mandat de cinq ans, jusqu'en 2010. Il est reconduit pour un second mandat par arrêté du gouvernement de Philippe Gomès du 11 mai 2010. Il se porte alors candidat à la présidence du CES, mais est battu le 18 mai suivant par Yves Tissandier, militant du Rassemblement-UMP (nouveau nom depuis 2004 du RPCR), par 21 voix contre 16 au deuxième tour de scrutin. 
Il est désigné par le conseil de l'Aire Djubéa-Kaponé pour être l'un de ses deux représentants au Sénat coutumier pour un mandat de cinq ans à partir du 28 août 2010. À compter de cette date, il change également de collège au Conseil économique et social, passant de celui des personnalités qualifiés à celui des deux sénateurs coutumiers siégeant également dans cette institution. 
En avril 2010, il est porté à la vice-présidence de la commission du « Grand débat sur l'avenir de l'école », tout juste créée pour définir les missions, d'améliorer le fonctionnement et d'augmenter la réussite des élèves du système éducatif de Nouvelle-Calédonie à la veille de gros transferts de compétences éducatives (surtout le secondaire, public et privé, ainsi que le primaire privé) effectifs en janvier 2012. Cette commission est présidée par Claude Thélot, qui a mené une démarche similaire sur le plan national entre 2003 et 2004. 
Depuis 2009, il est membre du mouvement « Ouverture citoyenne », constitué sur la base de la liste du même nom présentée aux élections provinciales du 10 mai 2009 en Province Sud, sous la conduite de Louis Mapou. Se voulant neutre sur la question de l'indépendance, progressiste sur le plan social et surtout axé sur la réussite de la construction d'une citoyenneté néo-calédonienne pluri-ethnique, il comprend une part importante du Parti de libération kanak (Palika, autre composante historique du FLNKS) du Sud (notamment Louis Mapou mais aussi Élie Poigoune, membre fondateur de ce parti), la section locale du Parti socialiste, des dissidents de l'UC ayant rejeté que la liste d'union du FLNKS soit menée par Rock Wamytan (dont Togna et beaucoup de personnalités proches de l'ADCK ou d'organes médiatiques liés au FLNKS dans les années 1980, comme Marie-Claude Tjibaou ou Jean-Pierre Déteix) mais aussi des anti-indépendantistes (Laurent Chatenay, ancien militant du RPCR) et des représentants de la société civile issus de toutes les communautés. Cette liste (sur laquelle Octave Togna ne figurait pas, tout en la soutenant activement) a obtenu 4,91 % des suffrages exprimés et le sixième meilleur résultat sur onze (mais aucun élu) en Province Sud, et s'est structurée ensuite en association politique. Elle est dirigée depuis 2010 par une « équipe permanente » collégiale de huit membres, dont Octave Togna.
Par décision du conseil des ministres daté du 5 novembre 2015, il est nommé au Conseil économique, social et environnemental (CESE) national, en qualité de membre nommé au titre des personnalités qualifiées, en raison de sa compétence en matière d'environnement et de développement durable. Il le reste jusqu'à la fin de son mandat le 31 mars 2021.